# Umberto Serristori

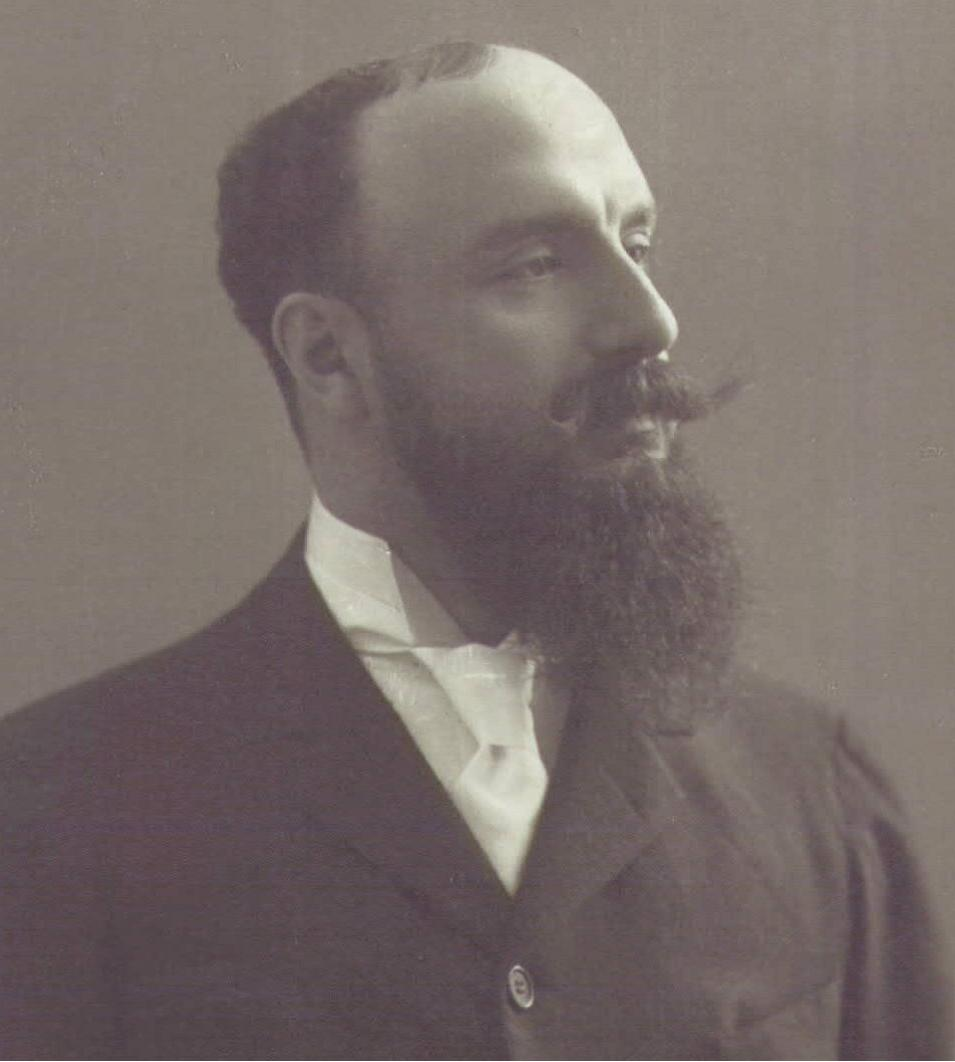
Umberto Serristori

Umberto Settimio Paolo Vittorio Serristori, Conte Serristori (Geburtsname: Umberto Settimio Paolo Vittorio Tozzoni; * 9. Januar 1861 in Florenz; † 19. Januar 1941 ebenda) war ein Diplomat und Politiker im Königreich Italien, der unter anderem zwischen 1892 und 1911 Mitglied der Abgeordnetenkammer (Camera dei deputati) sowie von 1913 bis zu seinem Tode 1941 Mitglied des Senats (Senato del Regno) war. 1885 wurden ihm durch Ministerialdekret die der Familie seiner Mutter zugehörenden Adelstitel als Conte Serristori und die dazugehörigen Titel eines Nobile di Bologna, Signori di Castelfalcino und Patrizio di Firenze e di Imola zuerkannt.

## Leben
Umberto Settimio Paolo Vittorio Tozzoni war ein Sohn von Francesco Tozzoni und Sofia Serristori und ein Verwandter des Offiziers und Politikers Luigi Conte Serristori. Er absolvierte ein Studium der Rechtswissenschaften an der Universität Neapel, das er mit einem Laurea in giurisprudenza abschloss. Im Anschluss trat er am 10. Juni 1884 in den diplomatischen Dienst des Außenministeriums (Ministero degli affari esteri) und wurde am 17. August 1884 Attaché an der Gesandtschaft in Österreich. Am 29. Januar 1885 wurden ihm durch Ministerialdekret die der Familie seiner Mutter zugehörenden Adelstitel als Conte Serristori und die dazugehörigen Titel eines Nobile di Bologna, Signori di Castelfalcino und Patrizio di Firenze e di Imola zuerkannt. Im Anschluss wurde er am 14. Oktober 1886 Attaché an der Gesandtschaft im Russischen Kaiserreich, am 5. Juni 1887 an der Gesandtschaft im Vereinigten Königreich, am 17. Juli 1888 abermals an der Gesandtschaft im Russischen Kaiserreich sowie schließlich am 14. November 1888 an der Gesandtschaft im Deutschen Kaiserreich. Nachdem er dort am 29. Januar 1891 zum Legationssekretär Zweiter Klasse befördert wurde, war er vom 20. Dezember 1891 bis zu seinem Ausscheiden aus dem diplomatischen Dienst am 23. Oktober 1892 Legationssekretär Zweiter Klasse an der Gesandtschaft in Frankreich.
Bei der Parlamentswahl am 6. November 1892 wurde Serristori für die Rechte (Destra) im Wahlkreis Pontassieve erstmals zum Mitglied der Abgeordnetenkammer (Camera dei deputati) gewählt und gehörte dieser nach seinen darauf folgenden Wiederwahlen am 26. Mai 1895, 21. März 1897, 3. Juni 1900, 6. November 1904 sowie am 7. März 1909 vom 23. November 1892 bis zu seinem freiwilligen Mandatsverzicht am 15. Juni 1911 an. Während seiner langjährigen Parlamentszugehörigkeit wurde er für seine Verdienste am 7. Januar 1894 Ritter des Ordens der Krone von Italien, am 9. Juni 1904 Ritter des Ordens der Heiligen Mauritius und Lazarus, am 6. Januar 1910 Offizier des Ordens der Heiligen Mauritius und Lazarus sowie am 29. Dezember 1910 auch Offizier des Ordens der Krone von Italien.
Am 16. Juni 1913 wurde er zum Mitglied des Senats (Senato del Regno) ernannt und gehörte diesem vom 6. Dezember 1913 bis zu seinem Tode am 19. Januar 1941 an. Im Senat war er zunächst Liberaldemokrat, ehe er sich später der Demokratischen Union (Unione democratica) anschloss. In den folgenden Jahren wurde er am 20. Juni 1912 zudem Kommandeur des Ordens der Krone von Italien, am 6. Januar 1916 Kommandeur des Ordens der Heiligen Mauritius und Lazarus, am 12. November 1916 Großoffizier des Ordens der Krone von Italien, am 10. Juni 1920 auch Großoffizier des Ordens der Heiligen Mauritius und Lazarus und bekam schließlich am 29. Januar 1922 noch das Großkreuz des Ordens der Krone von Italien verliehen. Aus seiner Ehe mit Ortensia de la Grandera y Plazola gingen die beiden Töchter Sofia und Luisa sowie der Sohn Alfredo hervor.